# Franciszek Grzybowski (zm. 1713)
Franciszek Grzybowski herbu Prus II (ur. ok. 1640, zm. w 1713 roku) – kasztelan inowrocławski w latach 1694–1713, chorąży czerski w latach 1692–1694, podstoli czerski w 1688 roku.
Poseł sejmiku czerskiego na sejm zwyczajny 1688 roku, sejm 1690 roku, poseł sejmiku warszawskiego na sejm zwyczajny 1692/1693 roku. Po zerwanym sejmie konwokacyjnym 1696 roku przystąpił 28 września 1696 roku do konfederacji generalnej. Był elektorem Augusta II Mocnego z ziemi czerskiej i z województwa inowrocławskiego w 1697 roku. Jako deputat z Senatu podpisał jego pacta conventa. W styczniu 1702 roku podpisał akt pacyfikacji Wielkiego Księstwa Litewskiego. Był członkiem konfederacji warszawskiej 1704 roku. W 1704 roku podpisał pacta conventa Stanisława Leszczyńskiego. Był uczestnikiem Walnej Rady Warszawskiej 1710 roku.